# Tremblay-en-France

Położenie Tremblay-en-France w ramach aglomeracji paryskiej

Tremblay-en-France – miejscowość i gmina we Francji, w regionie Île-de-France, w departamencie Sekwana-Saint-Denis.
Według danych na rok 1990 gminę zamieszkiwało 31 385 osób, a gęstość zaludnienia wynosiła 1399 osób/km² (wśród 1287 gmin regionu Île-de-France Tremblay-en-France plasuje się na 72. miejscu pod względem liczby ludności, natomiast pod względem powierzchni na miejscu 53.).